# Heerlijkheid Schellenberg
Schellenberg was een tot de Zwabische Kreits behorende heerlijkheid binnen het Heilige Roomse Rijk.
In de tijd van de Hohenstaufen ontstond de heerlijkheid Schellenberg. In 1317 kwam de heerlijkheid aan de graven van Werdenberg-Heiligenberg te Bludenz. In 1396 bevestigde koning Wenceslaus dat het graafschap Vaduz en de heerlijkheid Schellenberg rijkslenen waren. Hiermee werden ze dus erkend als rijksvrij. In 1412 werd de heerlijkheid verkocht aan het graafschap Montfort-Tettnang. In 1417 werd de heerlijkheid geëerfd door de vrijheer van Brandis, die ook graaf van Vaduz was. In 1434 werden beide gebieden verenigd.
In 1510 kwam de heerlijkheid aan de graven van Sulz, die haar in 1613 verkochten aan de graven van Hohenems.
Tijdens de Dertigjarige Oorlog had de heerlijkheid veel te lijden en raakte de dynastie door wanbeheer in de schulden. Een keizerlijke commissie onder voorzitterschap van de vorst-abt van Kempten besloot daarop de bezittingen te verkopen. In 1699 kwam de heerlijkheid Schellenberg en in 1712 het graafschap Vaduz aan de vorst van Liechtenstein. Hierdoor verwierf de vorst een zetel in de Rijksdag en in de Zwabische Kreits. In 1719 werden het graafschap Vaduz en de heerlijkheid Schellenberg verenigd tot het rijksvorstendom Liechtenstein. Het nieuwe vorstendom werd dus naar de nieuwe dynastie vernoemd.